# Вадістамбул (станція метро)
41°03′45″ пн. ш. 28°35′30″ сх. д. / 41.0626° пн. ш. 28.5918° сх. д.
Вадістамбул (тур. Vadistanbul) — естакадна станція на західному кінці фунікулерної лінії F3 Стамбул, Туреччина. Станція має тупикову платформу з однією колією всередині скляної сфероїдної будівлі з'єднаної з торговим центром Вадистанбул. Це перша швидкісна лінія побудована за приватний кошт у Туреччині. Потяги прямують до Сейрантепе що 7 хвилин, щодня з 8:00 до 22:00.
Станція Вадистанбал відкрита 29 жовтня 2017 року.
Пересадка на автобус: 47L